# Archipel Tyulen'i

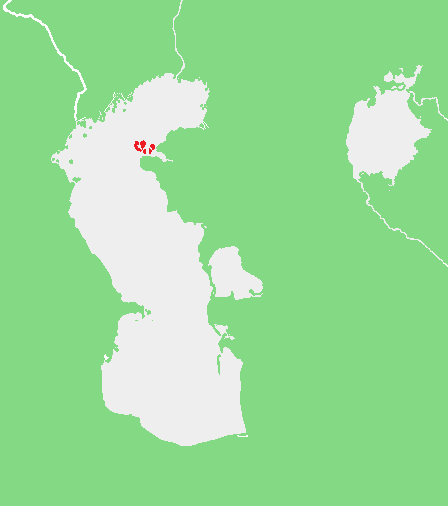
Position de l'Archipel Tyulen'i dans la Mer Caspienne.

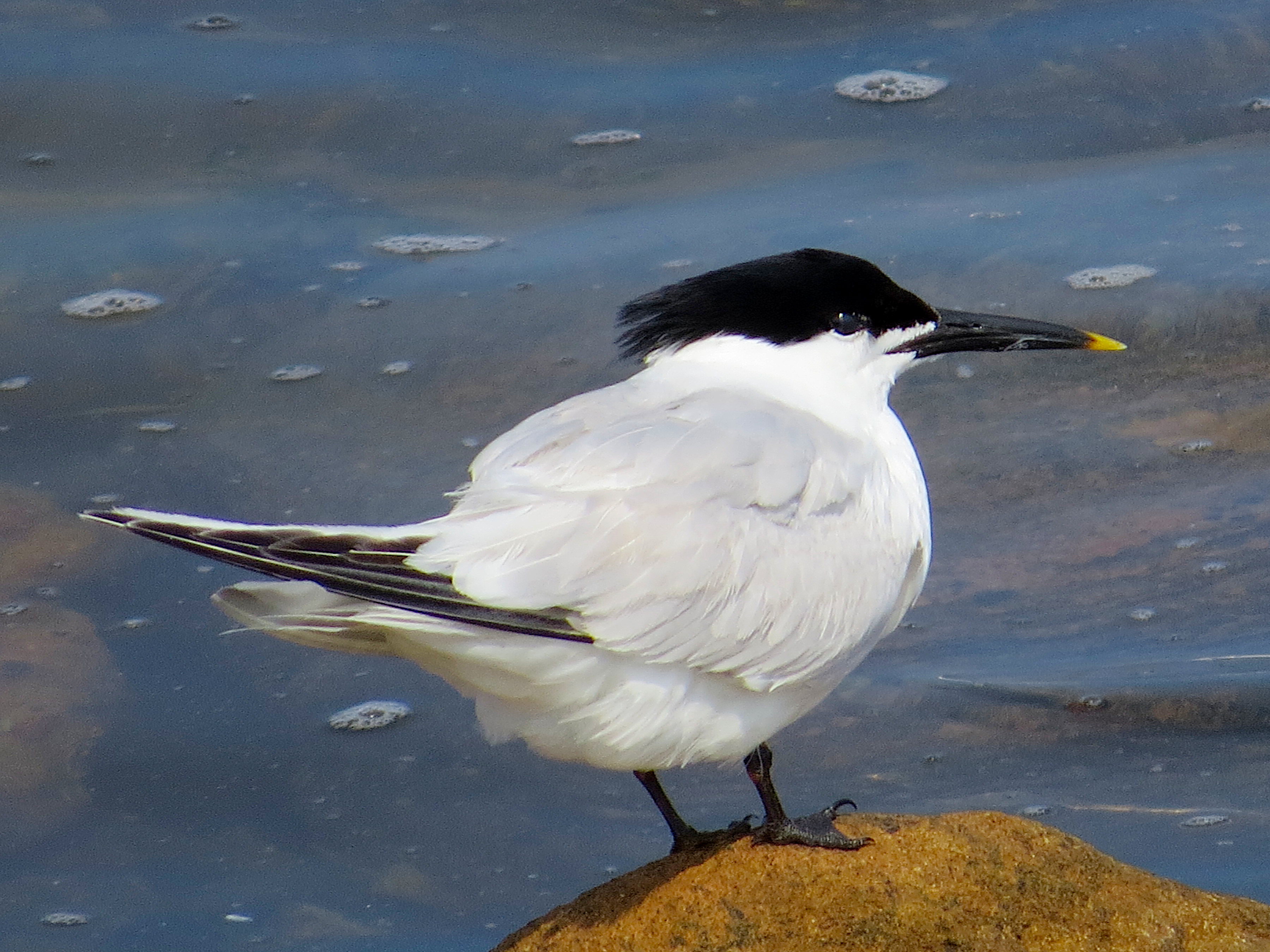
Les sternes (Sterna sandvicensis) nichent dans l'Archipel Tyulen'i.

L'archipel Tyulen'i, Tüledi Araldary en kazakh, (russe : Тюленьи острова, Tyuleniy Ostrova), est un groupe d'îles de la mer Caspienne. Il se trouve près de la côte du Kazakhstan, à 13 km au nord-ouest de la péninsule Tyub-Karagan. 

## Géographie
Les îles les plus importantes sont :
- Kulaly (Kulaly-Aral), la plus longue île de l'archipel, mesurant 25 km de la pointe nord à la pointe sud mais ayant une largeur de seulement 2 km. Le relief de l'île est presque plat, le point le plus haut n'étant que 2 mètres au-dessus du niveau de la mer. Il y a une station  météorologique avec un phare et aussi un petit poste militaire de l'armée du Kazakhstan. Kulaly est la seule île avec une présence humaine ; toutes les autres îles de l'archipel sont inhabitées. La station de Kulaly fait des observations scientifiques depuis 1936, au temps de l'URSS[1]. La côte ouest de l'île est exposée aux éléments et sablonneuse. Kulaly est aride ; il y a très peu de végétation dans l'île, sauf sur sa côte orientale au bord de laquelle poussent des roseaux[2] ;
- Morskoy (Morskoy Aral). Même si elle est la plus grande île de l'archipel en surface, avec 19 km de longueur et 7 km de largeur, Morskoy a très peu de terre ferme. Un canal au centre de l'île la coupe presque en deux. La plus grande partie de cette île plate (80 %  environ) est couverte de marais d'eau saumâtre et de roselières épaisses qui abritent des oiseaux. Les 20 % restants sont déserts.

Les autres îles de l'archipel sont Rybachy (qui s'appelait jadis Svyatoy), Podgornyy  et Novyy. Leur terrain est semblable à celui de Morskoy.
Actuellement, l'archipel Tyulen'i appartient administrativement à l'oblys de Manguistaou du Kazakhstan.

## Écologie

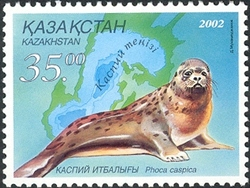
L'Archipel Tyulen'i doit son nom aux phoques de la Caspienne

Ces îles semi-désertiques et marécageuses sont une zone importante pour la conservation des oiseaux (IBA en anglais) depuis 2004 et un parc naturel. Elles forment un écosystème très riche, particulièrement pour la faune aviaire. Les vastes roselières halophiles de l'archipel accueillent de nombreuses colonies de reproduction d'oiseaux aquatiques et marins. 
Les oiseaux les plus communs dans l'archipel Tyulen'i sont la Foulque macroule, le Canard siffleur, le Canard chipeau, la Sarcelle d'hiver, le Canard colvert, le Canard pilet, le Canard souchet, la Nette rousse, le Fuligule milouin, le Fuligule morillon, le Cygne tuberculé, la Grande aigrette ainsi que des Limicoles, des Goélands, des Sterninis et même des passereaux. Les roselières de ces îles sont un endroit très important de niche pour la Sterne caugek.
La zone côtière des îles de l'archipel Tyulen'i fournit aussi un habitat idéal pour les phoques de la Caspienne (Pusa caspica). Ces phoques ont donné leur nom à l'archipel, car « tyuleniy » veut dire « phoque » en russe.